# ルネ・ラーション
ルネ・ラーション (Carl Rune Larsson、1924年6月17日 - 2016年9月17日)は、スウェーデンの陸上競技選手。1948年ロンドンオリンピックの銅メダリストである。

## 経歴
ラーションは、1948年ロンドンオリンピックに出場。400mハードルでは、アメリカのロイ・コクラン、セイロンのダンカン・ホワイトに次いで3位となり銅メダルを獲得。さらに、クヌート・ルンドクイスト、ラルス・ヴォルフブラントそしてフォルケ・アルネヴィークとともにスウェーデンチームの一員として出場した4×400mリレーでも、アメリカ、フランスに次いで銅メダルを獲得した。